# Марк Емилий Лепид (убит 39 г.)
Вижте пояснителната страница за други личности с името Марк Емилий Лепид .
Марк Емилий Лепид (на латински: Marcus Aemilius Lepidus; * 6; † 39) е син на консул Луций Емилий Павел и Юлия Младша.
Лепид е внук на Марк Випсаний Агрипа и Юлия Старша и правнук на Скрибония и Октавиан Август. Сестра му се казва Емилия Лепида.
Лепид се жени за Юлия Друзила, сестра на Калигула, през ноември или декември 37 г. Той е назначен от Калигула за негов наследник. Става ключова фигура в заговора против Калигула, разкрит през 39 г. Лепид е осъден на смърт и убит 39 г.